# Antocha spiralis
Antocha spiralis är en tvåvingeart som beskrevs av Alexander 1932. Antocha spiralis ingår i släktet Antocha och familjen småharkrankar. Inga underarter finns listade i Catalogue of Life.